# Canazei
Canazei (ladinisch Cianacéi ‚Kanzenei‘) ist eine italienische Gemeinde (comune) mit 1.878 Einwohnern (Stand 31. Dezember 2023) und ein Dorf in der Provinz Trient, Region Trentino-Südtirol. Sie gehört zur Talgemeinschaft Comun General de Fascia.

## Name
Das Wort ist in einer Urkunde von 1337 als Canatsché bezeugt. Das Ausgangswort dürfte die ladinische Variante von lateinisch cannacetum ‚Schilf, Röhricht‘ gewesen sein.

## Geographie
Canazei liegt etwa 67 km nordnordöstlich von Trient im Fassatal an der orographisch rechten Seite des Avisio. Die Gemeinde ist von mehreren Dolomitengruppen umgeben, so im Osten von der Marmolata-, im Norden von der Sella- und im Nordwesten von der Langkofelgruppe. Der Winter- und Sommerfremdenverkehrsort ist ein Knotenpunkt der Dolomitenpässe (Vierpässefahrt um den Sellastock, siehe Sellaronda). Von Canazei aus führt das Pordoijoch in das Buchensteintal mit Arabba, das Sellajoch in das Grödner Tal nach Wolkenstein in Gröden. Des Weiteren erreicht man über den Passo Fedaia Malga Ciapela, Rocca Pietore und Alleghe in der Provinz Belluno (Region Venetien). Das Gemeindegebiet von Canazei grenzt an die von Campitello di Fassa, Mazzin und San Giovanni di Fassa sowie an die der Südtiroler Gemeinden Wolkenstein in Gröden und Corvara und an die Belluneser Gemeinden Livinallongo del Col di Lana und Rocca Pietore.

## Verwaltungsgliederung
Zu Canazei gehören die drei Fraktionen Alba di Canazei (lad. Delba), Gries und Penia.

## Bevölkerungsentwicklung
| Jahr      | 1921 | 1931 | 1951 | 1961 | 1971 | 1981 | 1991 | 2001 | 2011 | 2021 |
| --------- | ---- | ---- | ---- | ---- | ---- | ---- | ---- | ---- | ---- | ---- |
| Einwohner | 901  | 921  | 1036 | 1193 | 1447 | 1608 | 1730 | 1818 | 1907 | 2015 |

Quelle: ISTAT

## Sport
Durch Canazei führt der Skilanglaufmarathon Marcialonga, einer von zwanzig Läufen der Worldloppet-Serie. Canazei ist einer der Einstiegsorte für die Sellaronda, der Umrundung per Ski des Sellamassivs.

## Persönlichkeiten
- Francesco Jori (1889–1960), Bergsteiger
- Toni Valeruz (* 1951), Extremskifahrer

## Abbildungen

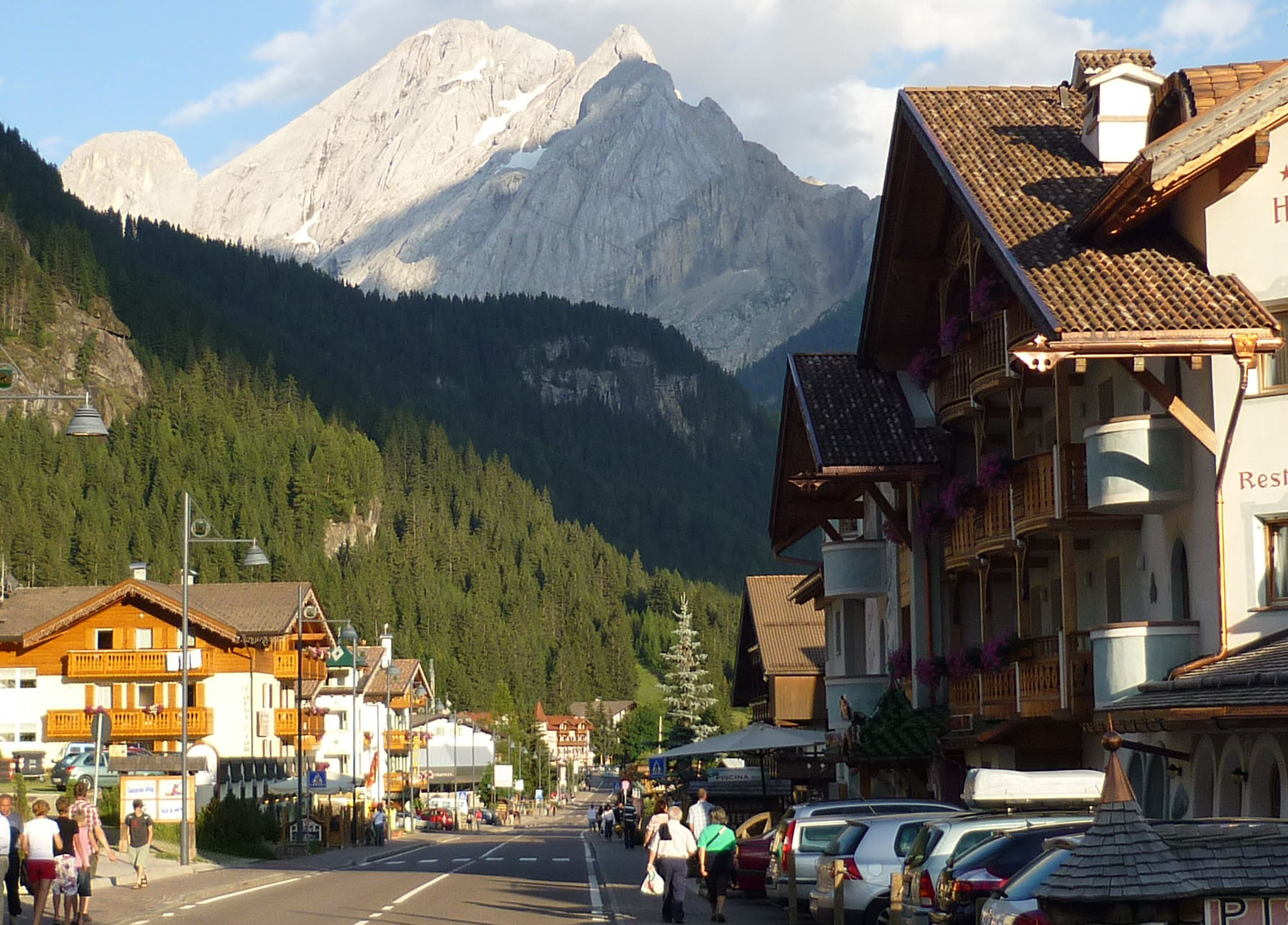
Hauptstraße nach Alba mit dem Gran Vernel im Hintergrund
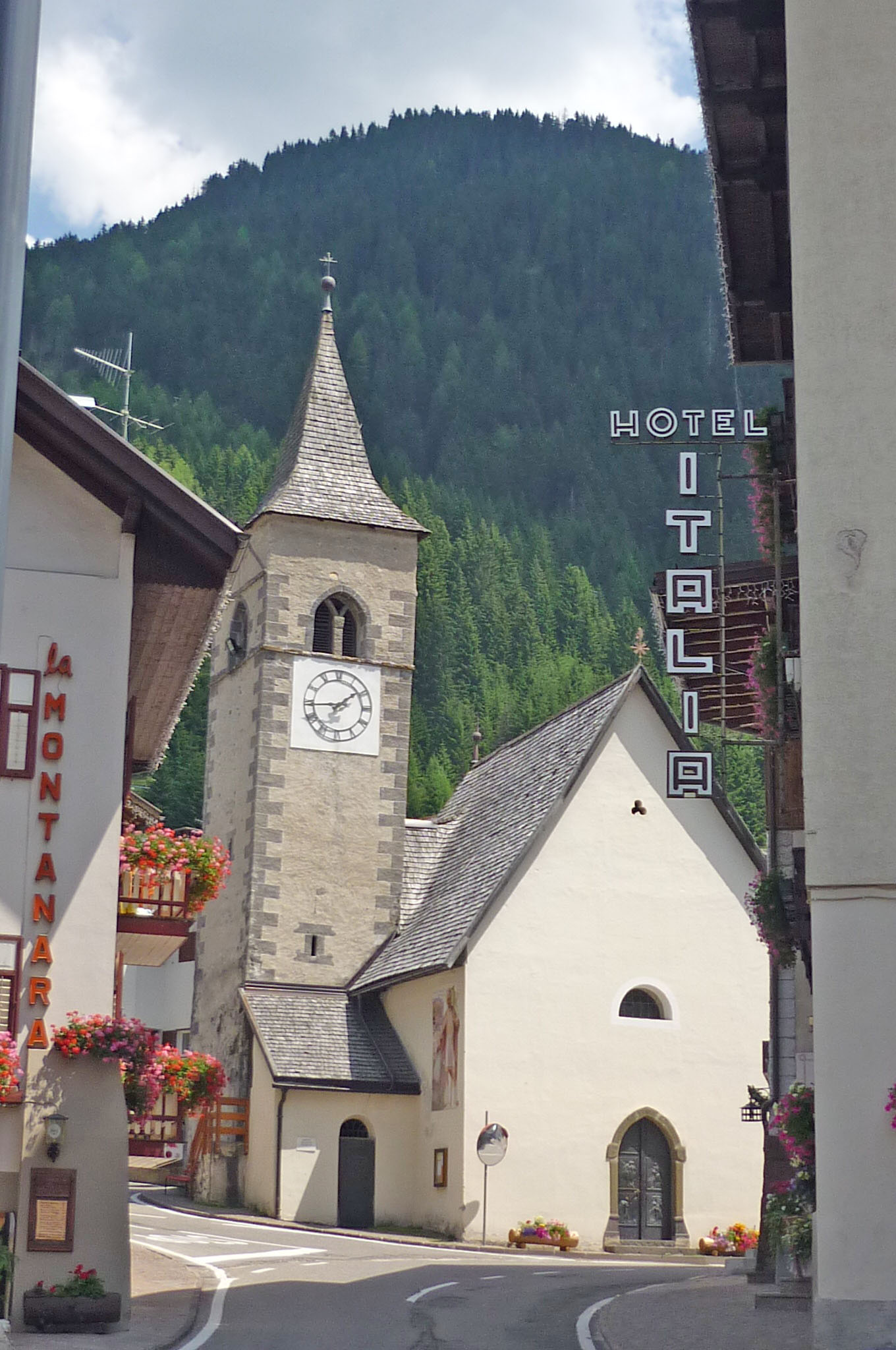
Pfarrkirche San Floriano (16. Jh.)
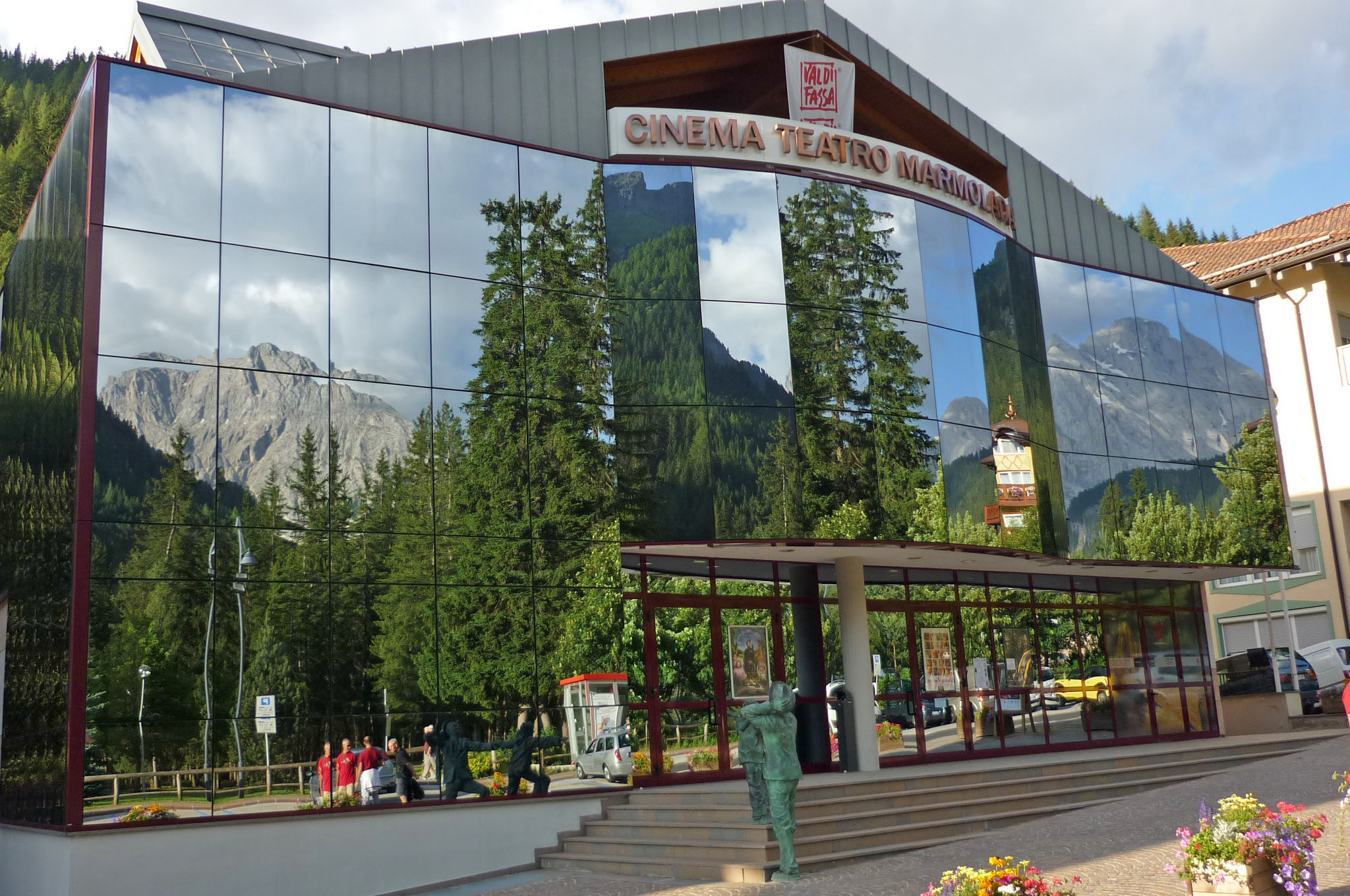
Kino (mit Spiegelung der Berge)
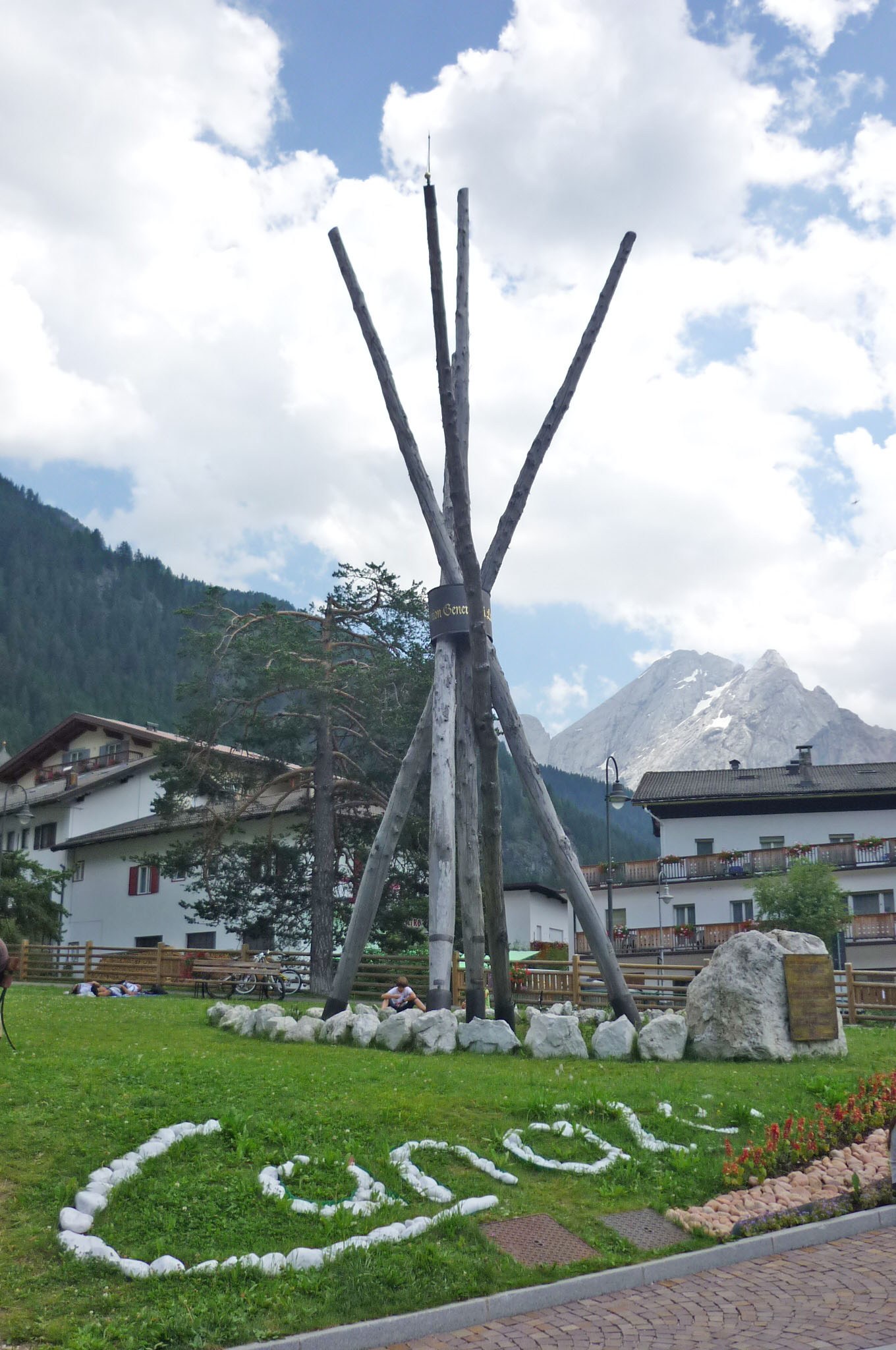
Ladiner-Denkmal
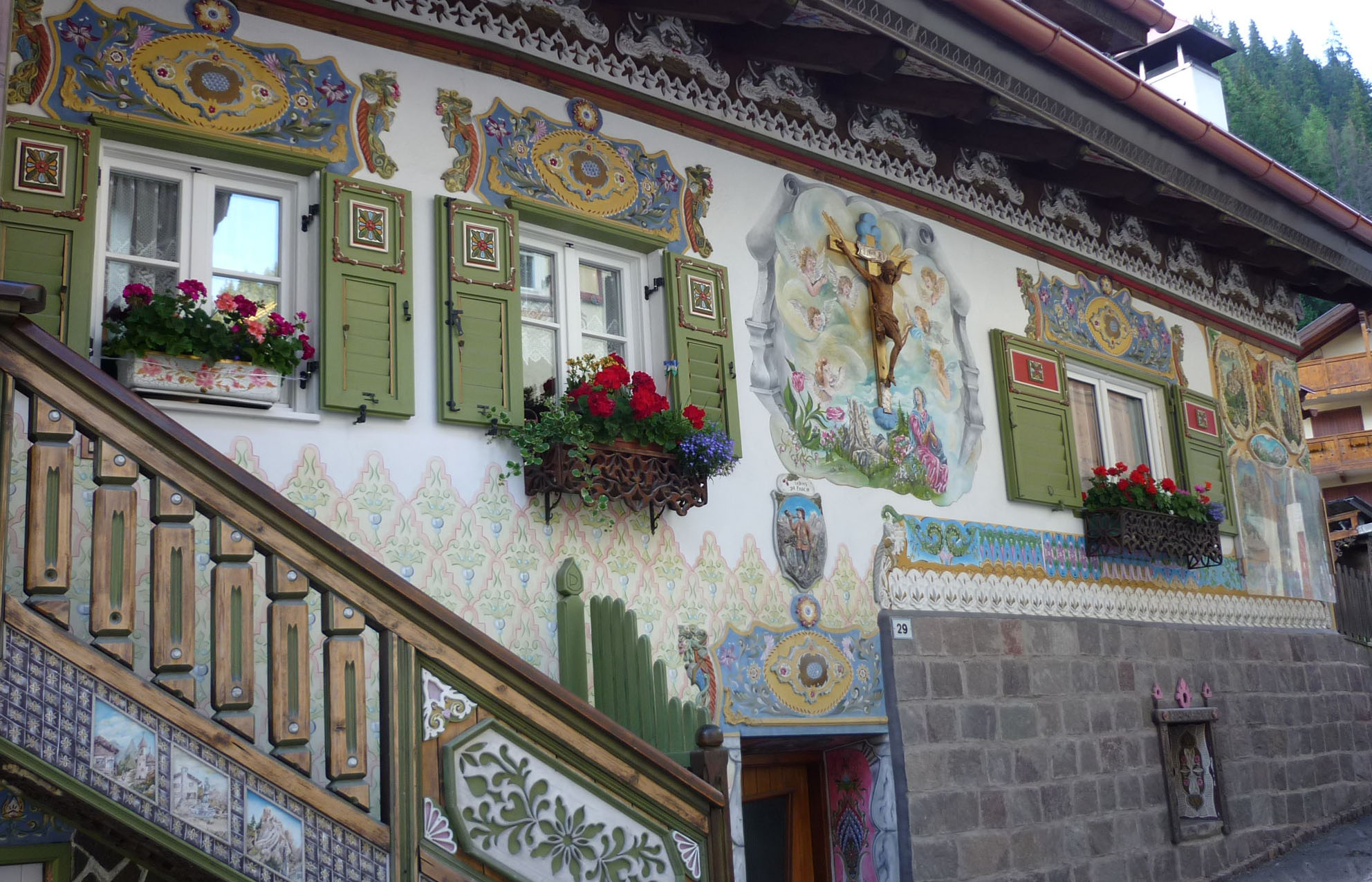
Haus mit Lüftlmalerei
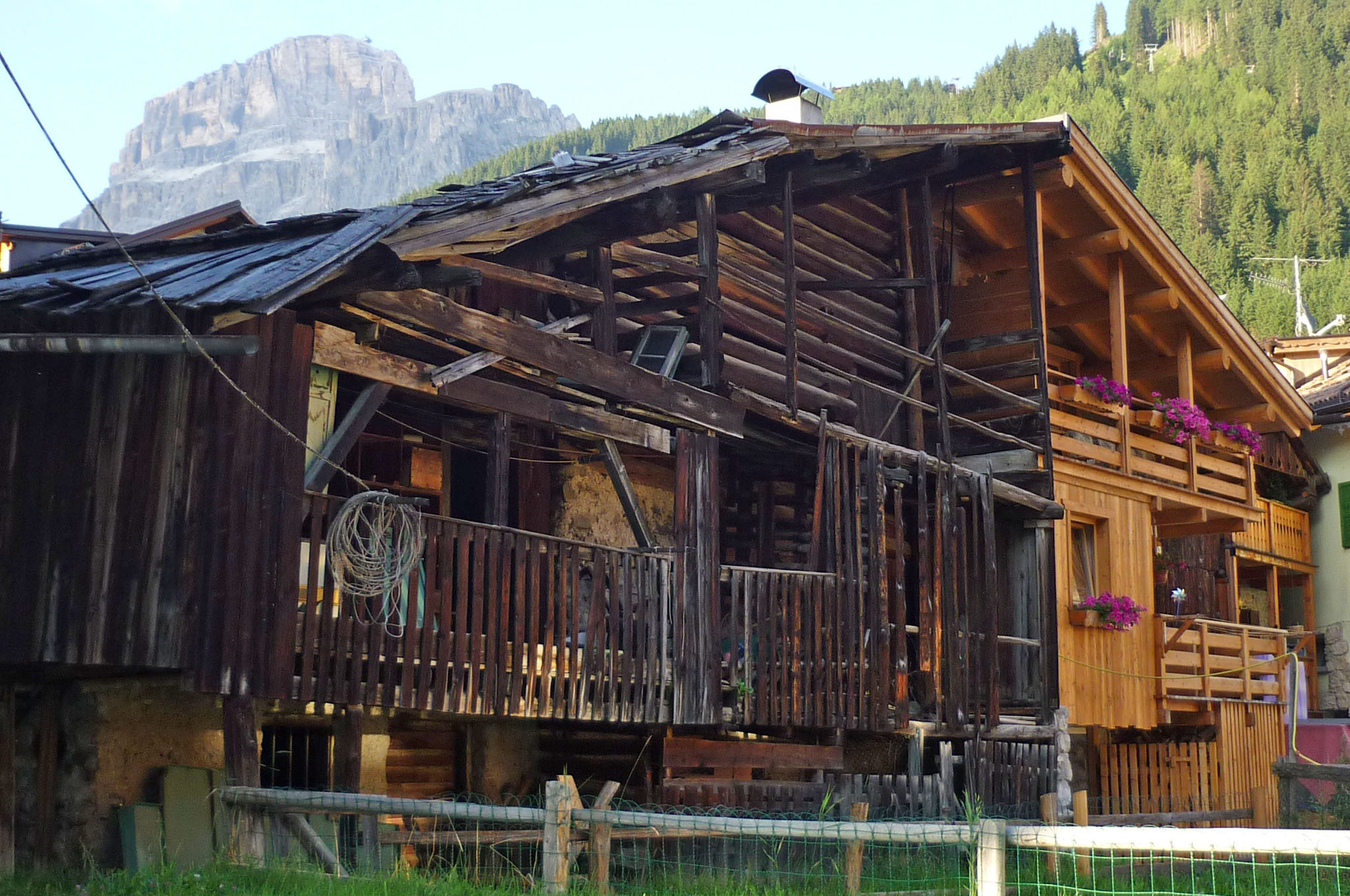
Alte Scheune eine sogenannte Tobià mit dem Sass Pordoi im Hintergrund